# Claremont (Australie-Occidentale)
Pour les articles homonymes, voir Claremont.
Claremont est une banlieue de Perth en Australie-Occidentale, en Australie.
Elle est située dans la zone administrative de la ville de Claremont, sur la rive nord de la Swan.